# Flujo de clics
Un flujo, un rastro, una ruta o una secuencia de clics (en inglés: click stream o click path) es la secuencia de hipervínculos que un usuario sigue en un sitio web, en orden de visualización. El flujo de clics de un usuario puede empezar dentro del propio sitio web o en un sitio web de terceros, a menudo la página de resultados de un motor de búsqueda, y sigue como una secuencia de páginas web sucesivas visitadas por el usuario. Los flujos de clics toman datos de llamadas y pueden relacionarlos con fuentes de anuncios, palabras clave y dominios de referencia para capturar datos.
El análisis de flujos de clics es útil para el análisis de la actividad web, las pruebas de software, la investigación de mercado y el análisis de la productividad de los empleados.

## Almacenamiento de información
Al navegar por la World Wide Web, un "agente de usuario" (navegador web) realiza peticiones a otra computadora, conocida como servidor web, cada vez que el usuario selecciona un hipervínculo. La mayoría de los servidores web almacenan en archivos de registro información sobre la secuencia de enlaces en los que un usuario hace clic mientras navega por los sitios web que alojan. La información de interés puede variar y puede incluir información descargada, la página web visitada anterior o posteriormente, el tiempo de permanencia en la página, etc. La información es más útil cuando el cliente/usuario está identificado, lo que se puede hacer a través del registro en el sitio web o mediante la comparación de registros a través del proveedor de servicios de Internet (ISP) del cliente. También se pueden almacenar este tipo de información en un enrutador, un servidor proxy o un servidor de anuncios.

## Análisis de datos
La minería de datos, los SGBD orientados a columnas y los sistemas OLAP integrados se pueden utilizar junto con los flujos de clics para registrar y analizar mejor estos datos.

## Privacidad
El uso de datos de flujo de clics puede suscitar dudas sobre la privacidad, especialmente dado que algunos proveedores de servicios de Internet han recurrido a la venta de datos de flujo de clics de los usuarios como una forma de aumentar sus ingresos. Hay entre 10 y 12 empresas que compran estos datos, normalmente por unos 0,40 dólares al mes por usuario. Si bien esta práctica puede no identificar directamente a usuarios individuales, a menudo es posible identificar indirectamente a usuarios específicos; un ejemplo es el escándalo de los datos de búsqueda de AOL de 2006. La mayoría de los consumidores desconocen esta práctica y su potencial riesgo de comprometer su privacidad. Además, pocos ISP admiten públicamente esta práctica. 
A medida que crece el mundo de las compras en línea, resulta cada vez más fácil explotar la privacidad de las personas. Hay muchos casos de direcciones de correo electrónico, números de teléfono y otra información personal obtenida ilegalmente de clientes para ser utilizados por terceros, que pueden ser desde anunciantes hasta hackers. Algunos consumidores se pueden ver beneficiados de esto al obtener anuncios y ofertas personalizados, pero en la mayoría de los casos los consumidores son perjudicados por la falta de privacidad. A medida que crece el mundo de la tecnología, los consumidores corren un mayor riesgo de comprometer su privacidad.

## Aplicaciones
Los flujos de clicks se pueden utilizar para permitir al usuario ver dónde ha estado y permitirle regresar fácilmente a una página que ya ha visitado, una función que ya está incorporada en la mayoría de los navegadores. Pueden mostrar la hora a la que una persona visitó y abandonó un sitio web, todas las páginas que vio y el tiempo que pasó en cada página. También permiten saber qué páginas se ven con mayor frecuencia. Existe abundante información que analizar, de forma que un administrador web puede verificar el flujo de clics de los visitantes en combinación con otros datos estadísticos tales como la duración de la visita, los términos de búsqueda, los proveedores de servicios de internet, países y navegadores web, etc. Este proceso permite a los administradores web conocer profundamente a sus visitantes.[cita requerida]
Los administradores web pueden obtener información sobre lo que hacen los visitantes de su sitio mediante el uso del flujo de clics. Estos datos en sí mismos son «neutrales» en el sentido de que cualquier conjunto de datos es neutral.
Los datos se pueden utilizar en varios escenarios, siendo uno de ellos el marketing. La creciente industria del comercio electrónico ha hecho necesaria la adaptación de los sitios web a las necesidades y preferencias de los consumidores. Los datos de los flujos de clics se pueden utilizar para personalizar las ofertas de productos. Al utilizar datos de flujos de clics anteriores, los sitios web pueden predecir los productos que con mayor probabilidad querrá comprar el usuario. Los datos obtenidos pueden contener información sobre los objetivos, intereses y conocimientos del usuario y, por lo tanto, pueden utilizarse para predecir sus acciones y decisiones futuras. Mediante modelos estadísticos, los sitios web pueden aumentar potencialmente sus ganancias operativas al optimizar los resultados en función de lo que es más probable que compre el usuario.
Analizar los datos de los clientes que visitan un sitio web corporativo puede ser importante para que la empresa siga siendo competitiva. Este análisis se puede utilizar para generar dos resultados para la empresa: el primero es un análisis del flujo de clics de un usuario mientras utiliza un sitio web para revelar patrones de uso, lo que a su vez proporciona un mejor entendimiento del comportamiento del cliente. Este uso del análisis crea un perfil de usuario que ayuda a comprender los tipos de personas que visitan el sitio web de la empresa. Como se analiza en Van den Poel y Buckinx (2005), el análisis del flujo de clics se puede utilizar para predecir si es probable que un cliente compre en un sitio web de comercio electrónico. Asimismo, el análisis del flujo de clics también se puede utilizar para mejorar la satisfacción del cliente con el sitio web y con la propia empresa. Esto puede generar una ventaja competitiva y se puede utilizar para evaluar la eficacia de la publicidad en un sitio web.

## Implicaciones
La mayoría de los sitios web almacenan datos sobre sus visitantes a través del flujo de clics. La información se utiliza normalmente para mejorar el sitio web y ofrecer contenido personalizado y más relevante. Además, los resultados de los datos no sólo pueden ser utilizados por un diseñador para revisar, mejorar o rediseñar el sitio web, sino que también pueden emplearse para modelar el comportamiento de navegación de un usuario. En el mundo del comercio electrónico, la información recopilada a través del flujo de clics permite a los anunciantes construir perfiles personales y utilizarlos para llegar a cada consumidor de manera mucho más efectiva que nunca; como resultado, los anunciantes crean publicidad más relevante e invierten en publicidad de forma más eficiente. Mientras tanto, en manos equivocadas, los datos del flujo de clics plantean una grave amenaza a la privacidad.

## Desafíos
La cantidad de rutas que un usuario puede seguir dentro de un sitio web varía considerablemente dependiendo de la cantidad de páginas que tiene ese sitio web en particular. A menudo, las herramientas utilizadas para analizar las rutas son demasiado lineales y no tienen en cuenta la complejidad del uso de Internet. En la mayoría de los casos, menos del 5% de los usuarios siguen la ruta más común. Sin embargo, incluso si todos los usuarios siguieran la misma ruta, no hay forma de saber qué página es la que más influyó en el comportamiento de cada uno. Incluso en las herramientas más lineales de análisis de rutas, donde se puede ver desde qué página abandonan más usuarios el sitio web, se pasa por alto el porqué. El principal desafío del análisis de rutas radica en el hecho de que intenta regular y forzar a los usuarios a seguir un determinado camino, cuando en realidad los usuarios son muy diversos y tienen preferencias y opiniones específicas.